# Józef Rzepka (pocztowiec)
Józef Rzepka (ur. 25 listopada 1899 we wsi Pobłocie, zm. 5 października 1939 w Gdańsku) – polski urzędnik pocztowy, obrońca Poczty Polskiej w Gdańsku.

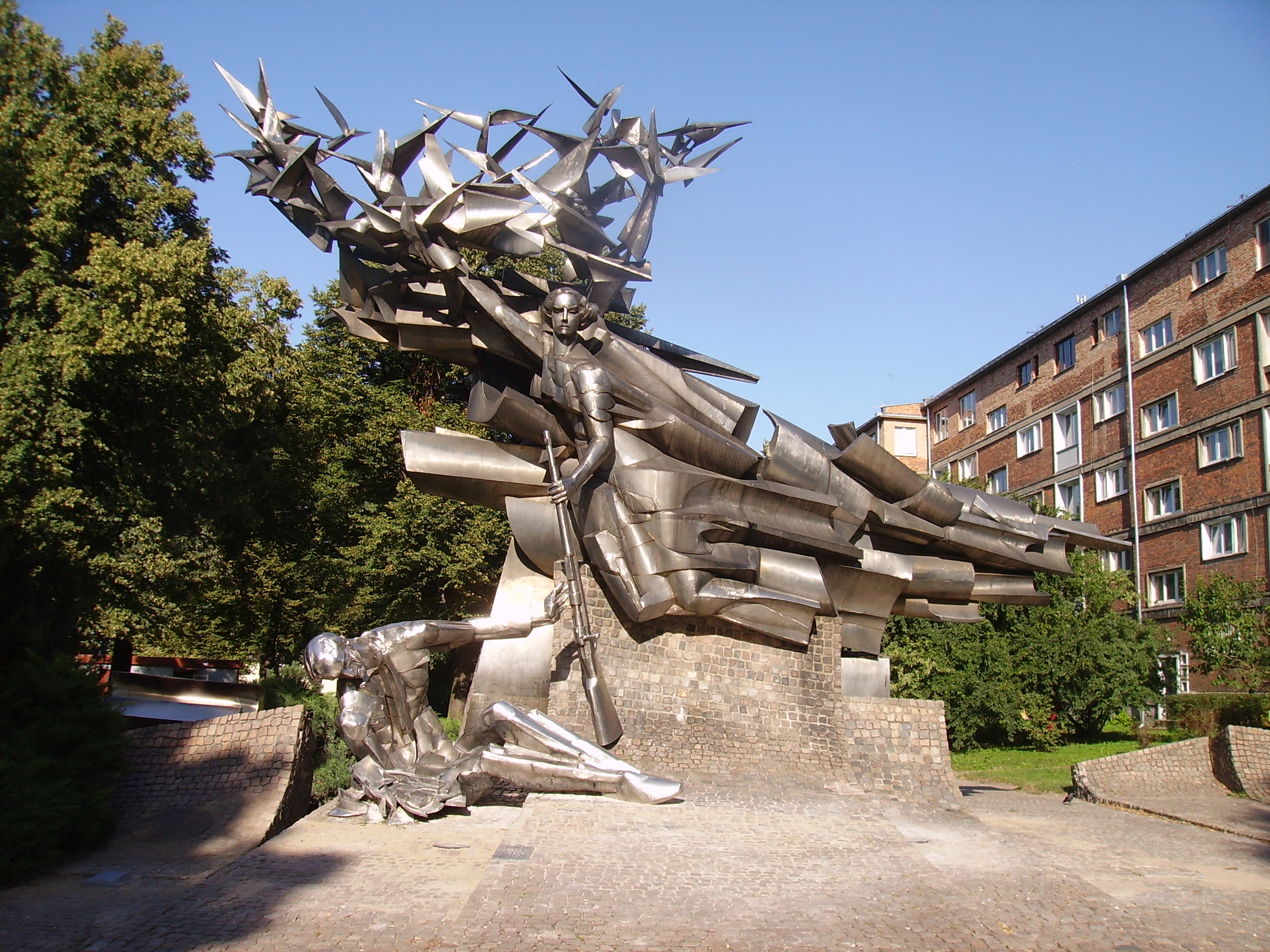
Pomnik Obrońców Poczty Polskiej w Gdańsku

## Życiorys
Urodził się w powiecie wejherowskim. Jego ojcem był Teofil Rzepka, a matką Marianna Rzepka. Pracował na stanowisku starszego ekspedienta do spraw tajnej korespondencji na Poczcie Polskiej w Wolnym Mieście Gdańsku. Po obronie Poczty Polskiej i zdobyciu jej przez Niemców, został rozstrzelany na Zaspie w dniu 5 października 1939 roku.
5 października 1971 roku Rząd Tymczasowy na Emigracji przyznał pośmiertnie Józefowi Rzepce Krzyż Srebrny Virtuti Militari. W 1998 otrzymał tytuł Honorowego Obywatela Miasta Gdańsk (tytuł dla obrońców Poczty Polskiej).
Jego żoną była Agnieszka Rzepka (nazwisko panieńskie nieznane). Miał trójkę dzieci – dwie córki oraz syna Mariana.